# Camille Poupeye
Camille Poupeye (Veurne, 26 mei 1874 – Schaarbeek, 29 november 1963) was een Belgisch schrijver, theatercriticus, kunsthistoricus en sinoloog. Hij schreef zowel in het Nederlands als Frans.

## Levensloop
Poupeye, oudste van de zeven kinderen van Karel Poupeye en Romanie Vanhaecke deed humaniorastudies in het college van Veurne, waar Seraphijn Dequidt een van zijn leraars was. Van zijn vader, die ingenieur was bij de directie Bruggen en Wegen in Veurne, kreeg hij tekenlessen. Hij volgde in zijn voetspoor en volbracht de studies ingenieur aan de Katholieke Universiteit Leuven (1889-1892). Tijdens de vakanties reisde hij als matroos mee op koopvaardijschepen, tot in Noord- en Zuid-Amerika. In 1892-1893 volgde hij lessen aan de Zeevaartschool in Oostende. Van 1893 tot 1897 ondernam hij een wereldreis als matroos op een zeilschip. In 1897-98 volgde hij lessen aan de Brouwerijschool Sint-Lieven. Na een korte periode van brouwerijactiviteiten met zijn broer in De Panne, verhuisde hij naar Mechelen en trouwde er in 1898 met de weduwe Rosalie Collet.
In 1901 werd hij boekhouder bij de Nationale Maatschappij van Buurtspoorwegen, nadien werd hij er hoofdinspecteur en in 1939 ging hij met pensioen. Ondertussen begon hij aan een andere liefhebberij, zijn interesse voor het toneel. Van 1904 tot 1907 studeerde hij in Brussel kunst en oudheidkunde en behaalde het licentiaatsdiploma. Toen de Eerste Wereldoorlog uitbrak, vluchtte hij naar Engeland, waar zijn kennis van en schrijven over het toneel zich aanzienlijk ontwikkelde. Na de oorlog keerde hij naar België terug en begon er intensief toneelkritiek te bedrijven. Hij werd hierin weldra een nationale en zelfs internationale gezagvolle bekendheid. In het Frans publiceerde hij vooral in het tijdschrift Renaissance d'Occident en in het Nederlands in Toneelgids en Het Toneel. Hij was onder meer een promotor van de toneelwerken van Michel de Ghelderode.
Hij heeft studies gewijd aan de geschiedenis van het theater in China en Chinees geleerd. Hij had inderdaad connecties met China want zijn broer Marcel Poupeye (1885-1964) was priester en missionaris van de witte paters in China.
Na zijn dood werd zijn archief geschonken aan de Archives et musée de la littérature in Brussel. Het Fonds Camille Poupeye bestaat uit manuscripten, briefwisseling, schetsen gemaakt tijdens zijn reizen en zijn bibliotheek.

## Publicaties (selectie)
- De stand onzer kennis van de Primitieven, 1910.
- Nic Van der Veken, 1911.
- Les jardins clos, 1912.
- Theodore Verhaegen, sculpteur Malinois du XVIIIe siècle, 1914.
- Les dramaturges exotiques, 2 delen, 1924 & 1926.
- La mise en scène d'aujourd'hui, 1927.
- Le théâtre Chinois, 1930.
- Les théâtres d'Asie, 1937.
- Danses dramatiques et théatres exotiques, 1941.